# Michał Żewłakow
Michał Żewłakow (pronunție în poloneză [ˈmixaw ʐɛvˈwakɔf], n. 22 aprilie 1976) este un fost fotbalist polonez care a jucat pe postul de fundaș. A fost căpitanul echipei naționale de fotbal a Poloniei, fiind cel mai selecționat jucător al ei cu 102 meciuri.

## Cariera

### Tineret
Născut în Varșovia, în aprilie 1976, Żewłakow a petrecut opt ani la Polonia Varșovia și a intrat în prima echipă în 1996-97.

### Belgia
El a fost împrumutat în Belgia, la KSK Beveren, în octombrie 1998, care l-a vândut la pachet, împreună cu fratele său geamăn, Marcin la R. Excelsior Mouscron pentru 485 000 €. Żewłakow a devenit un jucător-cheie, ajutându-și clubul să ajungă în finala Cupei Belgiei din 2002.

### RSC Anderlecht
După ce l-a urmat pe antrenorul Hugo Broos la RSC Anderlecht, în al doilea său sezon la belgieni a debutat în UEFA Champions League după ce Andrelcht a recâștigat titlul în Belgia. Sezonul următor și-a pierdut locul de titular, dar și l-a recăpătat în sezonul 2005-06, în care Anderlecht a câștigat din nou campionatul.

### Olympiacos
În vara anului 2006 a ajuns la Olympiacos din postura de jucător liber de contract.

### Ankaragücü
La sfârșitul sezonului 2009-10, Olympiacos i-a oferit un salariu mai mic, așa că a preferat să nu își reînnoiască contractul. Pe 16 iunie 2010 a semnat cu Ankaragücü tot din postura de jucător liber de contract.

### Legia Varșovia
În iunie 2011 a ajuns la clubul polonez Legia Varșovia, semnând un contract pe un an.

## La națională
Fiind prima alegere pe postul de fundaș stânga în meciurile de calificare pentru Campionatul Mondial din 2002, Żewłakow a fost singurul jucător care a apărut în toate cele zece meciuri de calificare. El a jucat în două meciuri de la Campionatul Mondial din 2002 și a fost titular în calificările pentru UEFA EURO 2004 și cele pentru Campionatul Mondial din 2006, jucând de trei ori la turneul final care a avut loc în Germania.

## Familia
Michał Żewłakow are un frate geamăn, Marcin, care joacă pentru GKS Bełchatów pe postul atacant. Ei au devenit primii gemeni care au jucat vreodată împreună pentru Polonia, fiind titulari în meciul cu Franța din februarie 2000 și colegi de lot la Campionatul Mondial din 2002.

## Titluri
RSC Anderlecht
- Prima Ligă Belgiană: 2003-04, 2005-06

Olympiacos FC
- Superliga Greacă: 2007, 2008, 2009
- Cupa Greciei: 2008, 2009
- Supercupa Greciei: 2007

Legia Varșovia
- Campionatul Polonez (Ekstraklasa): 2012-13
- Cupa Poloniei (2): 2012, 2013